# Albrecht Ludwig Berblinger
Albrecht Ludwig Berblinger, né le 24 juin 1770 à Ulm où il est mort le 28 janvier 1829, est un inventeur allemand, un des pionniers de l'aérostation, inventeur du premier deltaplane.

## Biographie
Berblinger est le septième enfant d'une famille pauvre. Son père meurt alors qu'il a 13 ans,  et il est envoyé dans un orphelinat. Là, il est contraint de devenir tailleur alors qu'il veut devenir horloger. Il exerce ainsi à l'origine la profession de tailleur mais mène dès 1791 des expériences sur le vol aérien. En 1808, il invente aussi des prothèses de jambes et développe un appareil pour les pieds. En 1810, il crée un système de cerf-volant qu'il améliore et effectue des essais de vol. En 1811, il expérimente une machine à ailes battantes à élastiques devant le roi Frédéric Ier mais le vol est un échec. Il tombe dans le Danube. Cette tentative, restée célèbre en Allemagne inspirera des romanciers et cinéastes. Jules Verne le mentionne ainsi dans son roman Robur-le-Conquérant (chapitre VI), Bertolt Brecht écrit en 1934 une ballade sur Berblinger et, en 1979, le film The Tailor from Ulm relate l'histoire de ses premiers vols. Il est démontré de nos jours que son type d'avion pouvait voler et une expérience menée en 1986 fut concluante. 
Il meurt à l'hôpital d'Ulm en 1829 à la suite d'un accident.

## Hommage
- Le Prix d’aéronautique Berblinger a été créé en son honneur[5].